# Michel Adanson
Michel Adanson (Aix-en-Provence , 7 de abril de 1727 — Paris, 3 de agosto 1806) foi um botânico francês.
Idealizou um novo sistema fitotáxico, descreveu o baobá (em português embondeiro) que, em sua honra, recebeu o nome de Adansonia, e escreveu Familles naturelles des plantes (1763). Era irmão de Jean-Baptiste Adanson, (1732-1803), intérprete e chanceler da França no Oriente.

## Biografia
Adanson nasceu em Aix-en-Provence, França. Sua família mudou-se para Paris em 1730. Após sair da Universidade de Sainte Barbe foi empregado nos gabinetes de R. A. F. Reaumur e Bernard de Jussieu no Museu Nacional de História Natural, assim como no Jardim das Plantas de Paris. No final de 1748, saiu da França numa expedição de exploração às ilhas Canárias e ao Senegal. Em Senegal, assumiu um modesto cargo na Companhia das Índias, permanecendo durante cinco anos. Durante este tempo coletou e descreveu numerosas espécies de animais e plantas. Coletou espécimes comerciais, delineou os mapas do país, fez sistemáticas observações meteorológicas e astronômicas, e produziu um dicionário das línguas faladas neste país.
Retornou em 1754, com uma imensa coleção de espécimes contendo mais de trinta mil plantas (atualmente conservadas no Museu de História Natural). Trouxe também 33 espécies de pássaros que foram descritas por Mathurin Jacques Brisson (1723-1806). Usou uma pequena parcela deste material que havia coletado para escrever o seu trabalho Histoire naturelle du Senegal (1757). Neste trabalho Adanson propôs o seu método universal, um sistema de classificação diferente daqueles propostos por Georges-Louis Leclerc e Carl von Linné, e colocou de maneira especial no final da obra um ensaio sobre as conchas. Na sua classificação de todos os seres organizados baseou-se na consideração de cada órgão de maneira individual. Como cada órgão originou o nascimento para novas relações, ele estabeleceu um correspondente número de arranjos arbitrários. Aqueles seres que possuem o maior número de órgãos similares seriam dispostos numa mesma divisão, e o relacionamento seria considerado tanto mais remoto quanto maior a diferença entre eles.
Foi eleito membro da Academia das Ciências em 1759, subsistindo com uma pequena pensão que lhe foi conferida. Com a dissolução da Academia pela Assembléia Constituinte foi privado deste benefício, ficando reduzido a tal profundidade de pobreza que não pode comparecer diante do Instituto Francês, quando convidado à prestar os exames para tomar lugar entre seus membros. Conta-se que não possuía nem camisa e nem sapato para comparecer a este ato. Mais tarde foi-lhe concedido uma pensão suficiente para aliviar o seu sofrimento.
Em 1763, publicou Familles naturelles des plantes, propondo uma nova classificação e uma nova nomenclatura. Neste trabalho desenvolveu o princípio do arranjo (mencionado acima), que obedecia às relações botânicas naturais, baseado no sistema de Joseph Pitton de Tournefort, que já havia sido antecipado, em parte, quase um século antes por John Ray.
O sucesso deste trabalho foi obstaculizado por suas inovações no uso dos termos, que foram ridicularizados pelos defensores do sistema sexual popular de Linne; porém foi adotado por Antoine Laurent de Jussieu na sua obra Genera Plantarum (1789).
Em 1774, Adanson submeteu à consideração da Academia de Ciências da França um material volumoso, contendo todos os seres e substâncias conhecidas. Era constituído de 27 volumes enormes de manuscritos, indicando as relações gerais de todas estas matérias, e a sua distribuição; mais 150 volumes, contendo em ordem alfabética 30 000 espécimes dos três reinos, um vocabulário com 200 000 palavras, com suas explanações, 30 000 figuras, entre outras coisas. O comitê que inspecionou essa massa recomendou à Adanson retirar o material compilado e publicar aquilo que era de sua autoria. Rejeitou o conselho e continuou à trabalhar no material, que nunca foi publicado.
Morreu em Paris depois de meses de grande sofrimento solicitando, como única decoração de sua sepultura, uma guirlanda de flores recolhidas de algumas das 58 famílias que identificou.
Morreu na solidão e na mais absoluta miséria. Morreu exclamando: « Adeus, a imortalidade não é deste mundo... »
Seus manuscritos e o seu herbário permaneceram no poder da sua família durante um século e meio e, em torno de 1960, foram para a Biblioteca Botânica de Hunt. Na sequência, o Instituto Hunt republicou o trabalho Familles des plantes em dois volumes (1963-64), pela editora de G. H. M. Lawrence.
Em sua homenagem foi nomeado o gênero Adansonia, pela descrição do baobá africano (Adansonia digitata), da família das bombacoideae

## Obras
- Histoire naturelle du Sénégal. Coquillages. Avec la relation abrégée d’un voyage fait en ce pays pendant les années 1749, 50, 51, 52 et 53,[2] Paris, 1757
  - A voyage to Senegal, the isle of Goree, and the river Gambia,[3] 1759
  - Nachricht von seiner Reise nach Senegal und in dem Innern des Landes,[4] Johann Christian Daniel Schreber (dir.), Leipzig, 1773
  - Voyage au Sénégal, réédition partielle de l'Histoire naturelle du Sénégal, présentée et annotée par Denis Reynaud et Jean Schmidt, Predefinição:Coll., Publications de l’université de Saint-Étienne, 1996
- Lettre du duc de Noya-Caraffa, sur la tourmaline, à M. de Buffon,[5][6] 1759
- « Description d'une nouvelle espèce de ver qui ronge les bois et les vaisseaux, observée au Sénégal »,[7] dans Histoire de l'Académie royale des sciences… avec les mémoires de mathématique et de physique…, 1759, p. 249
- « Description d'un arbre d'un nouveau genre, appelé Baobab, observé au Sénégal »,[8] dans Mémoires de l'Académie Royale des Sciences, Paris, 1761
- Méthode nouvelle pour apprendre à connaître les familles des plantes, Paris, 1763
- « Baobab »,[9] dans Encyclopédie, ou Dictionnaire raisonné, supplément, 1776–1777, p. 796–801
- Familles des plantes : partie 1 et 2;[10][11]
  - Familles des plantes, introduction de Frans A. Stafleu, reproduction de l'édition de 1763
- (Jean-Baptiste Payer (dir.)) Cours d'histoire naturelle fait en 1772,[12] 1845
- (Jean-Baptiste Payer et Alexandre Adanson (dir.)) Histoire de la botanique et plan des familles naturelles des plantes,[13] 1864
- Adanson, Michel, 1763. Mémoires d’Adanson sur le Sénégal et l’île de Gorée. présentés et publiés par Charles Becker et V. Martin (version remaniée de : Bulletin de l'IFAN, B, 1980, 42 (4) : 722-779.) à lire sur Pl@ntUse